# 아흐메드 엘사카
아흐메드 엘사카(아랍어: أحمد السقا, Ahmed El Sakka, 1973년 3월 1일 ~ )는 이집트의 배우이다.

## 주요 출연 작품

### 영화
- 《아메리칸 대학교의 시골 남자》 (Saeedi Fi El Gamaa El Amrekiia, 1998년) - 알리(Ali) 역할
- 《암스테르담의 목욕탕》 (Hammam Fi Amsterdam, 1999년) - 아드리아노(Adriano) 역할
- 《사다트의 날들》 (Ayyam El Sadat, 2001년) - 아테프 사다트(Atef Sadat) 역할
- 《마피아》 (Mafia, 2002년) - 후사인(Hussain), 타레크(Tarek) 역할
- 《티토》 (Tito, 2004년) - 티토(Tito) 역할
- 《섬》 (El Gezeira, 2007년) - 만수르 엘헤프니(Mansour El Hefni) 역할
- 《이브라힘 라비아드》 (Ibrahim Labyad, 2009년) - 이브라힘 라비아드(Ibrahim Labyad) 역할
- 《이익》 (Al Maslaha, 2012년) - 함자(Hamza) 역할
- 《아빠》 (Baba, 2012년) - 하젬(Hazem) 역할
- 《30년 전에》 (Men Talateen Sana, 2016년) - 에마드(Emad) 역할
- 《강제 탈출》 (Horob Edterary, 2017년) - 아드함(Adham) 역할
- 《200파운드》 (200 Geneh, 2021년) - 하산(Hassan) 역할

### 텔레비전 드라마
- 《레드 라인》 (Khotot Hamra, 2012년)
- 《도망칠 길이 없다》 (Thahab wa Awda, 2015년)
- 《검은 말》 (Alhisan Al'aswad, 2017년)
- 《Weld El-Ghalaba》 (Thahab wa Awda, 2019년)
- 《낯선 사람의 자손》 (Nasl El-Aghrab, 2021년)